# شبگرد طوقی
شبگرد طوقی (نام علمی: Gactornis enarratus) نام یک گونه از تیره شبگردان است.